# 谢伯·费伦茨
谢伯·費倫茨（匈牙利語：Sebő Ferenc，1947年2月10日—），出生于塞克什白堡 ，匈牙利民俗音樂學者與音樂家，以擔任Sebő Ensemble的團長聞名。這個團體孕育出許多未來的人才，包括了谢拜什真·马尔塔（日後加入音樂家合奏團（Muzsikás））。Sebő Ensemble是匈牙利1970年代興起的民謠復興運動（roots revival）中的著名團體之一。